# Franciszek Gąsienica Groń
Franciszek Gąsienica Groń (ur. 30 września 1931 w Zakopanem, zm. 31 lipca 2014 tamże) – polski narciarz, kombinator norweski, skoczek narciarski, olimpijczyk, reprezentant Polski. Pierwszy polski medalista zimowych igrzysk olimpijskich. Zdobył brązowy medal w kombinacji norweskiej podczas igrzysk w Cortinie d’Ampezzo. W latach 1947–1964 występował w barwach klubu Wisła-Gwardia Zakopane, a od 1965 pełnił w nim funkcję trenera.
Syn Franciszka i Marii z domu Miętus. Mąż Czesławy z domu Chyc, mieli dwoje dzieci urodzonych w 1959 (bliźnięta) – Małgorzatę i Jana. Z zawodu technik mechanik. Był dziadkiem skoczka i olimpijczyka Tomasza Pochwały.
Był honorowym gościem zimowych igrzysk olimpijskich w Turynie. Zasłużony Mistrz Sportu, został odznaczony Srebrnym Medalem za Wybitne Osiągnięcia Sportowe i Krzyżem Kawalerskim Orderu Odrodzenia Polski.

## Przebieg kariery
Gąsienica Groń zapisał się do Wisły-Gwardii Zakopane prowadzonej przez Józefa Sitarza w roku 1948 za namową jej byłego zawodnika – Karola Łojasa. Groń, jako junior, słynął z wszechstronności i zdobywał medale w mistrzostwach Polski juniorów w konkurencjach alpejskich, głównie w slalomie gigancie. Ukończył Gimnazjum Ślusarstwa i Kowalstwa Artystycznego w Zakopanem. Z sukcesami startował także w biegach narciarskich. W 1952, po ukończeniu Technikum Mechanicznego w Gliwicach otrzymał nakaz służby wojskowej. Jako żołnierz startował w różnych konkurencjach podczas spartakiad Wojska Polskiego i między innymi zwyciężył we Wrocławiu na 200 m kraulem, za co otrzymał pierwszą klasę sportową. Rywalizował również w tenisie stołowym, strzelectwie i skokach do wody. W 1952 grał w piłkarskim II-ligowym Garnizonowym Wojskowym Klubie Sportowym Łódź na pozycji pomocnika lub napastnika. Jego partnerem w ataku był Ernest Pol. Po odbyciu służby wojskowej i powrocie do Zakopanego, w 1954 spotkał trenera Mariana Woynę Orlewicza. Ten namówił go, by powrócił do narciarstwa jako kombinator klasyczny. Gronia zaczęli szkolić Orlewicz i jego asystent Tadeusz Kaczmarczyk.

### Igrzyska olimpijskie w Cortinie d’Ampezzo
Przed wyjazdem na igrzyska do włoskiej Cortiny d’Ampezzo polscy kombinatorzy trenowali skoki na dwóch skoczniach na Kondratowej i jednej w dolinie Pięciu Stawów Polskich. Mieszkali u Stanisława Skupnia, olimpijczyka z igrzysk w Lake Placid. Groń początkowo nie był przewidziany na wyjazd olimpijski. Orlewicz zapowiedział wtedy, że jeśli Groń nie pojedzie na olimpiadę, to on zrezygnuje ze swojej funkcji. Władze sportowe zgodziły się, by zawodnik pojechał na przedolimpijskie zawody w kombinacji norweskiej do Le Brassus w Szwajcarii. Tam Polak wygrał zawody, a potem otrzymał wizę do Włoch.
Na treningach skakał najdalej z rywali, pokonując m.in. Sverre Stenersena i Bengta Erikssona. 29 stycznia odbyły się zawody skoków. Groń startował z 32. numerem.

Wreszcie zapowiedź: Groń Gonszenica, Polonia. Napaliłem się na ten skok, chciałem uzyskać na rozbiegu jak największą szybkość. Coś poknociłem, w końcu wystartowałem przy zachwianej równowadze. Błyskawiczna myśl: rany boskie, nie przewrócić się na rozbiegu. To wystarczyło, dekoncentracja, już próg skoczni, wybijam się za wcześnie. Straszne, lecę na głowę. Końce nart dostają zeskoku, jakimś cudem się odchylam, odbijam palcami, zjeżdżam w dół, ale skok jest z upadkiem. Łzy leją mi się po policzkach, co za straszny pech. Przez dwa tygodnie na tej skoczni lądowałem najdalej ze wszystkich, ani razu się nie przewróciłem i musiało to mieć miejsce akurat teraz.

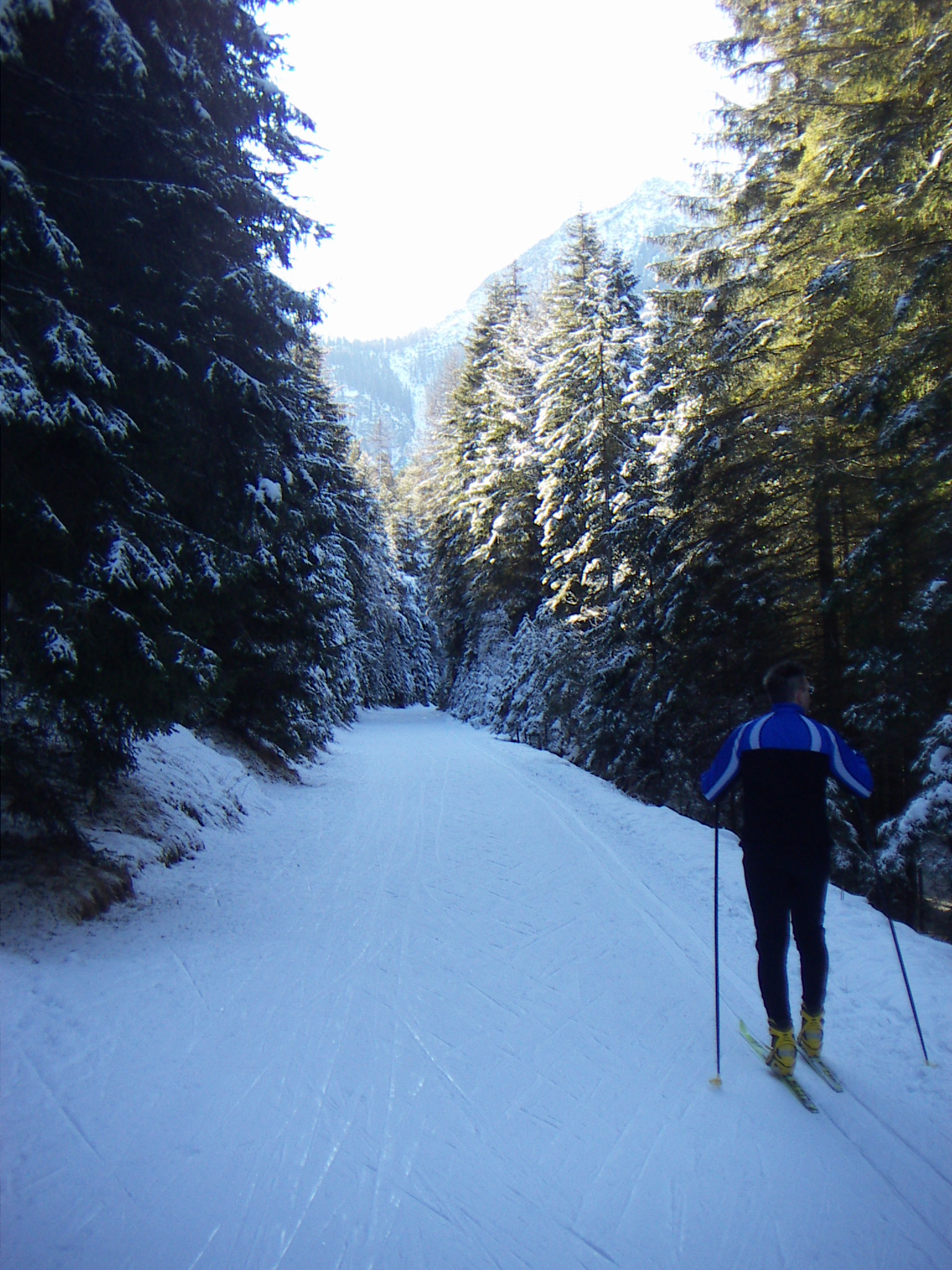
Trasa narciarska w Cortinie d’Ampezzo

Po pierwszej serii skoków załamany psychicznie Groń był ostatni ze skokiem oddanym na 66,5 m. W kolejnych uzyskał 72,5 m i 74 m i zajął 10. pozycję (zaliczano wówczas do noty dwa najlepsze skoki). Do pierwszego w konkursie Moszkina ze Związku Radzieckiego tracił 14,5 punktu. Następnego dnia odbył się bieg na 15 kilometrów. Groń startował z 30. numerem startowym. Na dwa kilometry przed metą Włoch Alfredo Prucker przewrócił się na stromym zjeździe. Polak wyminął go i wpadł w głęboki śnieg. Stracił przez to ponad siedem sekund. Podniósł się jednak i dobiegł do mety. Przybiegli do niego radzieccy dziennikarze i trenerzy i oznajmili mu, że zdobył brązowy medal. Ceremonia wręczenia medali za dwubój klasyczny odbyła się w przerwie meczu hokejowego ZSRR – USA. Do srebrnego medalu Groniowi zabrakło 7 sekund. Jego łączna nota wyniosła 436,8 pkt. (203,0 pkt. za skoki i 233,8 pkt. za bieg). Oprócz brązowego krążka olimpijskiego dostał także medal mistrzostw świata od Federacji FIS, gdyż medaliści olimpijscy wówczas takowe otrzymywali. Zawodnik wspominał potem, że podczas wcześniejszego spaceru po Cortinie zdobycie brązowego medalu przewidział biegacz Józef Rubiś, który podczas oglądania sklepowej wystawy z olimpijskimi krążkami stwierdził, że brązowy medal pasowałby Groniowi. Za swój medal olimpijski Groń otrzymał potem talon na motocykl WFM. Po powrocie do Polski wygrał Memoriał Bronisława Czecha i Heleny Marusarzówny w kombinacji norweskiej, a w konkursie skoków był piąty.

### Późniejsze sezony
W 1957 zajął piąte miejsce podczas zawodów w Le Brassus i drugie w Garmisch-Partenkirchen. W konkursie skoków w Lahti był 47. 27 marca 1957 odniósł poważną kontuzję podczas konkursu skoków rozegranego w ramach kombinacji norweskiej przy Memoriale Bronisława Czecha i Heleny Marusarzówny, upadając na Krokwi. Woda na progu skoczni przyhamowała wówczas jego narty. Doznał rozległego wstrząsu mózgu, złamania mostku, złamania obojczyka i poważnego uszkodzenia siódmego kręgu kręgosłupa. W Memoriale zajął drugie miejsce, wcześniej w rywalizacji skoczków był 24. Po upadku trzy dni leżał w szpitalu, znajdując się w stanie śpiączki. Po wyleczeniu wrócił jeszcze na krótko do narciarstwa.
Podczas mistrzostw świata w Lahti w 1958 roku był 24. w kombinacji. Został mistrzem Polski w kombinacji klasycznej w roku 1958, podczas zawodów w Wiśle i Szczyrku. Czterokrotnie zdobywał srebrne medale mistrzostw kraju: w kombinacji klasycznej (1956, 1957, 1959) i w skokach (1957, przegrał z Władysławem Tajnerem). W 1959 był czwarty na zawodach w narciarstwie klasycznym w szwedzkim Falun. Podczas konkursu skoków w Klingenthalu uplasował się na dziewiątej pozycji. Karierę sportową zakończył w 1964 roku.

### Po zakończeniu kariery
Po zakończeniu kariery ukończył Studium Trenerskie przy Wrocławskiej Akademii Wychowania Fizycznego i w 1965 został trenerem w Wiśle Zakopane. Wychował ponad 40 mistrzów Polski w kombinacji, skokach, biegach i sztafetach. Mieszkał w Zakopanem. 28 września 2013 otrzymał tytuł Członka Honorowego PZN.
Został pochowany na Nowym Cmentarzu w Zakopanem (kw. E2-2-20).

## Osiągnięcia sportowe

### Igrzyska olimpijskie
| Miejsce | Dzień          | Rok  | Miejscowość       | Dyscyplina/konkurencja         | Wynik        | Wynik zwycięzcy | Strata      | Zwycięzca        |
| ------- | -------------- | ---- | ----------------- | ------------------------------ | ------------ | --------------- | ----------- | ---------------- |
| 3.      | 29-31 stycznia | 1956 | Cortina d’Ampezzo | kombinacja norweska K-80/15 km | 436.800 pkt. | 455.000 pkt.    | 18.200 pkt. | Sverre Stenersen |

### Mistrzostwa świata
| Miejsce | Dzień   | Rok  | Miejscowość | Dyscyplina/konkurencja         | Wynik        | Wynik zwycięzcy | Strata     | Zwycięzca      |
| ------- | ------- | ---- | ----------- | ------------------------------ | ------------ | --------------- | ---------- | -------------- |
| 24.     | 1 marca | 1958 | Lahti       | kombinacja norweska K-70/18 km | 420.414 pkt. | 448.500 pkt.    | 28.086 pkt | Paavo Korhonen |

### Sukcesy krajowe
- mistrz Polski w kombinacji klasycznej: 1958
- 3-krotny wicemistrz Polski w kombinacji klasycznej: 1956, 1957, 1959
- wicemistrz Polski w skokach: 1957
- Memoriał Bronisława Czecha i Heleny Marusarzówny – 1. miejsce (1956), 2. miejsce (1957)